# Bobby Riggs
Bobby Riggs, eg. Robert Lorimer Riggs, född 25 februari 1918 i Los Angeles i Kalifornien, död 25 oktober 1995 i Encinitas i Kalifornien, var en amerikansk tennisspelare. Han var en av världens 10 bästa amatörspelare 1937–1939 och rankades 1939 som nummer ett. Han hade från 1941 stora framgångar som professionell tennisspelare och räknas som en av de stora inom tennis. 
Riggs upptogs 1967 i International Tennis Hall of Fame.

## Amatörkarriären
Redan som 16-åring, 1934, turneringsbesegrade Bobby Riggs 1931 års Wibledonfinalist Frank Shields. Han utvecklades mycket snabbt vidare och två år senare rankades Riggs som nummer fyra i USA. 
Sitt bästa spelår hade Riggs 1939, då han vann en triple crown i Wimbledonmästerskapen, vilket innebar seger i singel-, dubbel- och mixeddubbelturneringarna. I singelfinalen mötte han landsmannen E. Cooke. Samma säsong vann han också sin andra singeltitel i en Grand Slam-turnering, nämligen Amerikanska mästerskapen och var dessutom i final i Franska mästerskapen. 
Riggs vann Amerikanska mästerskapen också 1941 genom finalseger över Frank Kovacs. 
Riggs spelade i USA:s Davis Cup-lag 1938–1939.

## Proffskarriären
Riggs blev professionell spelare omedelbart efter finalvinsten i Amerikanska mästerskapen 1941. Hans proffskarriär inföll till stor del under andra världskriget, vilket i hög grad kringskar möjligheterna till internationellt utbyte och spel utanför USA. Han deltog dock i flera av de professionella tennismästerskapsturneringarna. Under kriget spelades av dessa bara US Pro på West Side Tennis Club i Forest Hills.
År 1942 var han i final i US Pro, som han förlorade mot en av sina främsta rivaler, Donald Budge. Säsongerna 1946, 1947 och 1949 vann han dock den turneringen, samtliga gånger genom att i final besegra Budge. Efter kriget var han också tre gånger i final i Wembley World Pro, och vann 1948, även denna gång över Budge. I man mot man-turneringarna på "proffstouren" besegrade han också Donald Budge med 24-22 i matcher. Däremot förlorade han 1947 stort mot Jack Kramer (20-69 i matcher).
Liksom Kramer verkade Riggs från 1947 också som tennispromotor.

## Spelaren och personen
Bobby Riggs började spela tennis i 12-års ålder och tränades från början av Esther och Jerry Bartosh. Han var relativt liten till växten och blev aldrig någon kraftfull spelare. Han var snarare känd som en intelligent, beräknande spelare som genom oväntade slag, särskilt när han tvingats till defensiv, kunde överlista motståndaren. Hans starka sida har beskrivits som förmågan att lugna ner och kontrollera tempot när han mötte hårtslående motståndare. Han gjorde detta bland annat genom precisa stoppbollar och ett mycket effektivt lobbspel. Han hade ett jämnt humör på banan och uppträdde alltid sportsligt.

### Utmanarmatcherna mot kvinnliga spelare
Efter avslutad aktiv tenniskarriär fortsatte Riggs att spela i olika veteranturneringar. I första hand för att öka allmänhetens intresse för tennis, men också för att åter komma i fokus för publikens intresse, utmanade han vid 55 års ålder, 1973, samtidens två främsta kvinnliga tennisspelare på "mixed singel"-matcher. Riggs förfäktade offentligt uppfattningen att kvinnor var för fysiskt svaga och hade inte tillräckligt starka nerver för toppidrott. I den första matchen besegrade han en påtagligt nervös Margaret Smith Court i två set, 6-2, 6-1. Under den andra matchen, mot Billie Jean King, bar han en T-shirt med den utmanande texten "male chauvinist pig" på bröstet. Han förlorade matchen inför drygt 30 000 åskådare i Houston's Astrodome. Setsiffrorna blev 4-6, 3-6, 3-6. Det har sagts att matchen följdes av cirka 50 miljoner TV-tittare och har haft stor betydelse för erkännandet av damtennis som likvärdig med herrtennis, och för erkännandet av kvinnlig idrott i allmänhet.

## Titlar iGrand Slam-turneringar
- Wimbledonmästerskapen
  - Singel – 1939
  - Dubbel – 1939
  - Mixed Dubbel – 1939
- Amerikanska mästerskapen
  - Singel – 1939, 1941
  - Mixed dubbel – 1940

### Titlar iprofessionella tennismästerskap
- US Pro – 1946, 1947, 1949
- Wembley World Pro – 1948